# Zszywacz

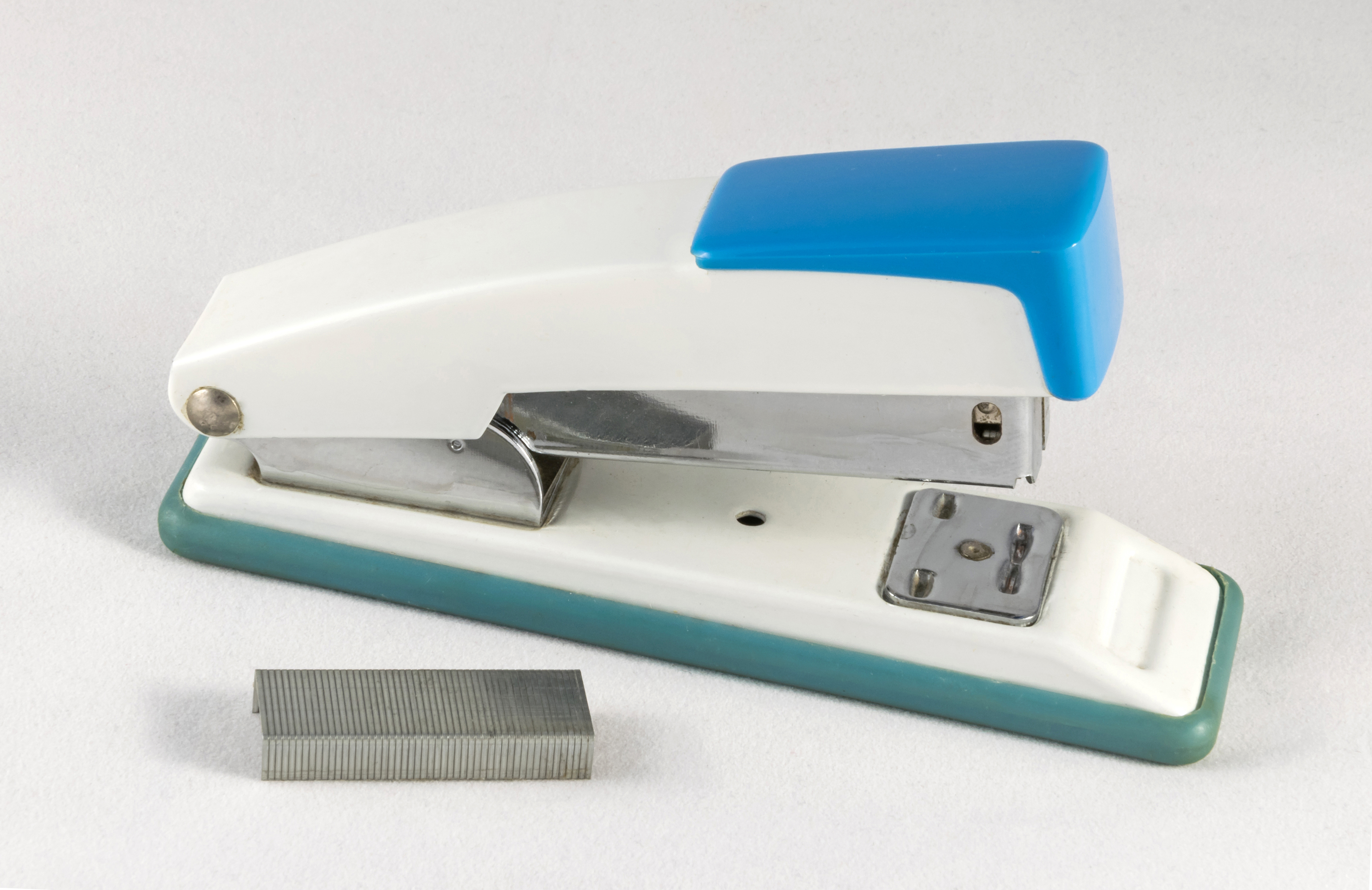
Zszywacz biurowy

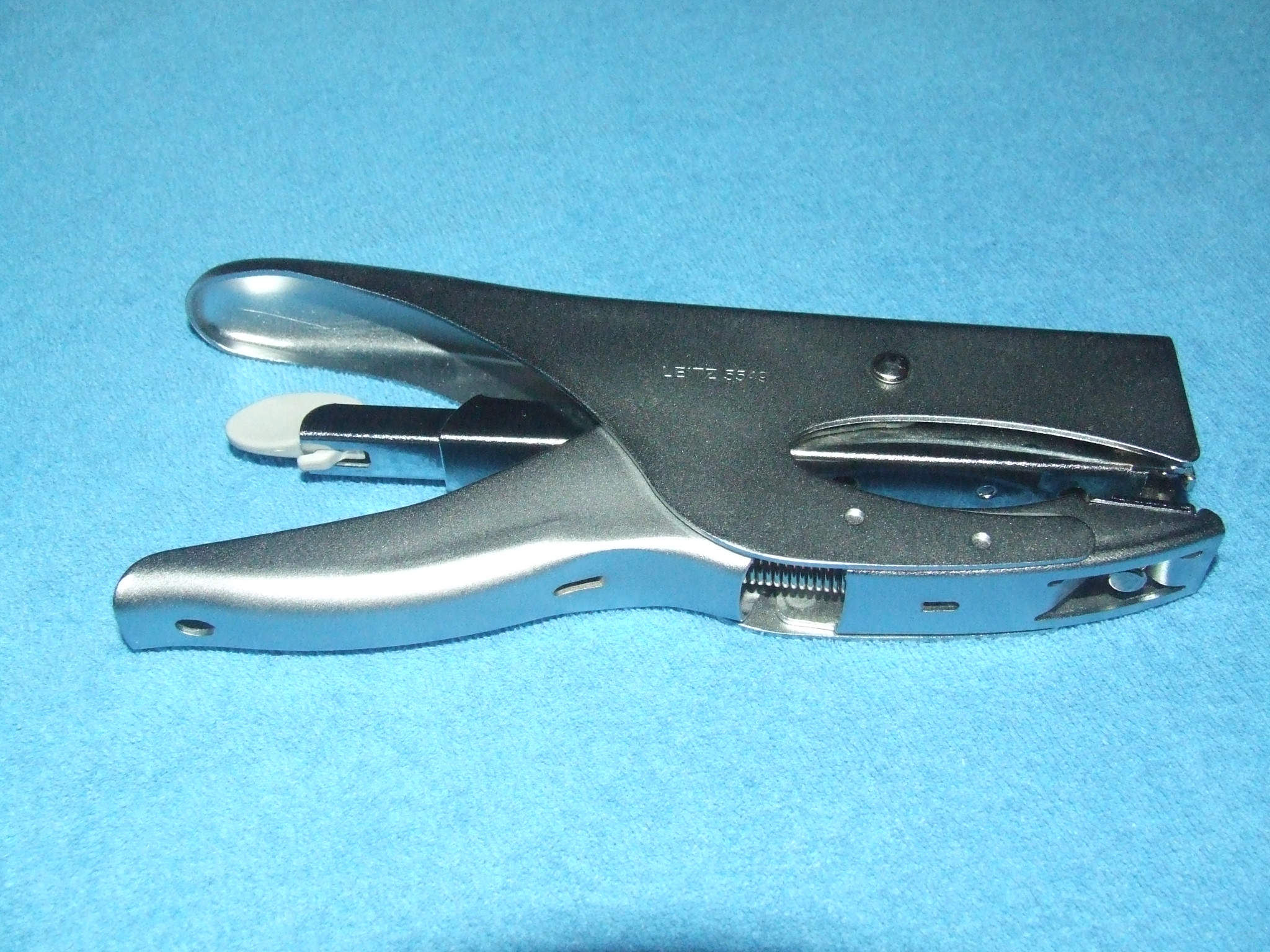
Zszywacz ręczny typu kleszcze zszywające

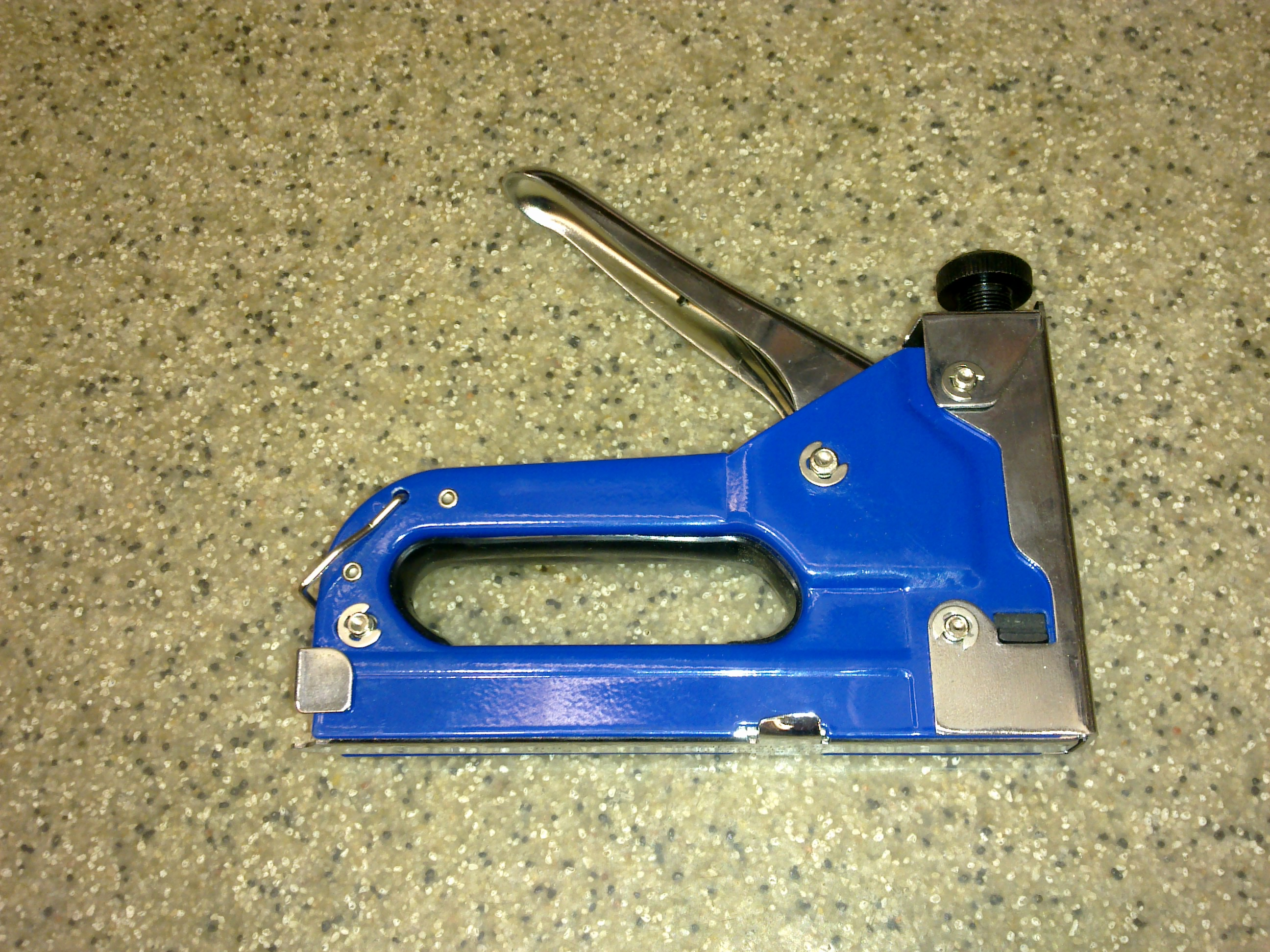
Zszywacz ręczny „tacker”

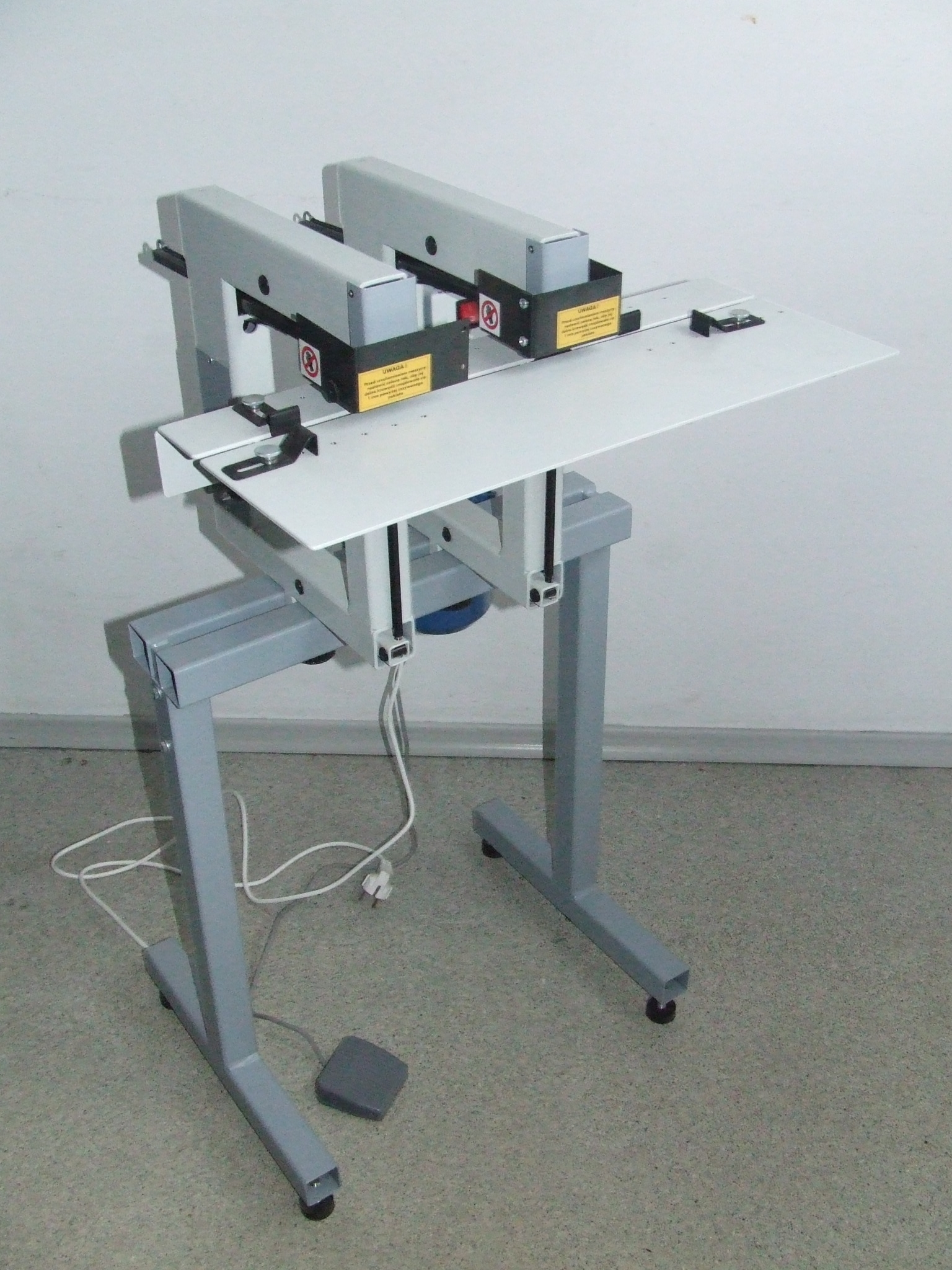
Zszywacz introligatorski elektryczny, dwugłowicowy

Zszywacz – urządzenie służące do łączenia (zszywania) np. kartek papieru, tapicerki z ramą, listew drewnianych za pomocą zszywek, wykonanych z drutu przeważnie o prostokątnym przekroju.
Zazwyczaj ręczny zszywacz biurowy posiada rowki zawijające końcówki zszywek do wewnątrz i na zewnątrz. Zawinięcie do wewnątrz tworzy trwalsze połączenie. Zawinięcia na zewnątrz używa się w przypadku tymczasowego połączenia dokumentów, ponieważ usunięcie tak zawiniętej zszywki jest prostsze i nie powoduje uszkodzenia dokumentu.

## Rodzaje zszywaczy
Podział według przeznaczenia:
- zszywacz biurowy

zbudowany jest z ruchomego ramienia, w którym znajdują się zszywki, oraz z nieruchomej podstawy. Zszywki podawane są za pomocą sprężyny widocznej na zdjęciu otwartego zszywacza. Zszywka zostaje dociśnięta przez pionowo ustawioną do powierzchni, blaszkę. Zszywka swoimi ramionami przebija zszywane kartki, a następnie na zaokrąglonych wgłębieniach zagina się przeważnie do wewnątrz, tworząc tym samym trwałe połączenie.
- zszywacz introligatorski

Zasada działania tego zszywacza jest taka jak zszywacza biurowego. Służy jednak do prac poligraficznych i z tej racji musi odznaczać się większą trwałością i szerszym zakresem pracy (np. zszywanie grzbietów broszur i książek). Mogą to być zszywacze ręczne, pneumatyczne lub elektryczne.
- zszywacz tapicerki

Służy do łączenia tapicerki z ramą zazwyczaj drewnianą. Najczęściej są to zszywacze pneumatyczne.
- zszywacz stolarski.

Służy do łączenia listew zazwyczaj drewnianych np. w meblach. Najczęściej są to zszywacze pneumatyczne.
- zszywacz magazynowy

Służy do łączenia kartonów (np. kleszcze zszywające"), mocowania etykiet do powierzchni drewnianych (np. zszywacz "tacker").
Podział według zasady działania
- zszywacz ręczny
- zszywacz automatyczny
  - pneumatyczny
  - elektryczny

Inne cechy charakteryzujące zszywacze
- długość ramienia (istotna cecha, gdy długość ramienia ogranicza możliwości pracy np. w zszywaczach biurowych)
- wielkość zszywek i ich kształt jakie mogą być użyte w danym zszywaczu
- liczba głowic zszywających (np. jednogłowicowe czyli jeden cykl to wbicie jednej zszywki, dwugłowicowe - dwóch zszywek naraz, co jest korzystne w zszywaniu broszur czy książek)

Usuwanie zszywek
W celu usunięcia zamocowanych zszywek używana jest wyciągarka do zszywek.